# کریس منجس
کریس منجس (انگلیسی: Chris Menges؛ زادهٔ ۱۵ سپتامبر ۱۹۴۰) یک کارگردان و فیلم‌بردار اهل بریتانیا است.
وی همچنین برنده جوایزی همچون جایزه اسکار بهترین فیلمبرداری، جایزه بفتا بهترین فیلم‌برداری و جایزه حلقه منتقدان فیلم نیویورک بهترین فیلم‌برداری شده‌است.

## فیلم‌شناسی

### فیلم‌بردار
- ۱۹۶۹: قوش
- ۱۹۷۱: Gumshoe
- ۱۹۸۰: The Gamekeeper
- ۱۹۸۱: Looks and Smiles
- ۱۹۸۲:  Warlords of the 21st Century
- ۱۹۸۳: قهرمان محلی
- ۱۹۸۴: میدان‌های کشتار
- ۱۹۸۴: آسایش و خوشی
- ۱۹۸۶: ماموریت
- ۱۹۸۷: مردم محجوب
- ۱۹۹۶: مایکل کولین
- ۱۹۹۷: بوکسور
- ۲۰۰۱: قول
- ۲۰۰۲: دزد خوب
- ۲۰۰۲: چیزهای زیبای کثیف
- ۲۰۰۵: سه تدفین ملکیادس استرادا
- ۲۰۰۵: سرزمین شمالی
- ۲۰۰۶: یادداشت‌هایی بر یک رسوایی
- ۲۰۰۸: کتاب‌خوان
- ۲۰۰۸: Stop-Loss
- ۲۰۰۸: دستمال زرد
- ۲۰۱۰: مسیر ایرلندی
- ۲۰۱۰: بلوار لندن
- ۲۰۱۱: فوق‌العاده بلند و بیش از حد نزدیک[۱]

### کارگردان
- ۱۹۸۸: یک دنیا فاصله
- ۱۹۹۲: CrissCross
- ۱۹۹۴: Second Best
- ۱۹۹۹: پسر گمشده